# روجر مارشال (كاتب)
روجر مارشال (بالإنجليزية: Roger Marshall)‏ هو كاتب سيناريو بريطاني، ولد في 1 مارس 1934 في ليستر في المملكة المتحدة.

## وصلات خارجية
- روجر مارشال على موقع IMDb (الإنجليزية)
- روجر مارشال على موقع ألو سيني (الفرنسية)
- روجر مارشال على موقع أول موفي (الإنجليزية)
- روجر مارشال على موقع قاعدة بيانات الأفلام السويدية (السويدية)
- روجر مارشال على موقع قاعدة بيانات الفيلم (الإنجليزية)
- روجر مارشال على موقع كينوبويسك (الروسية)